# Sepsiszék

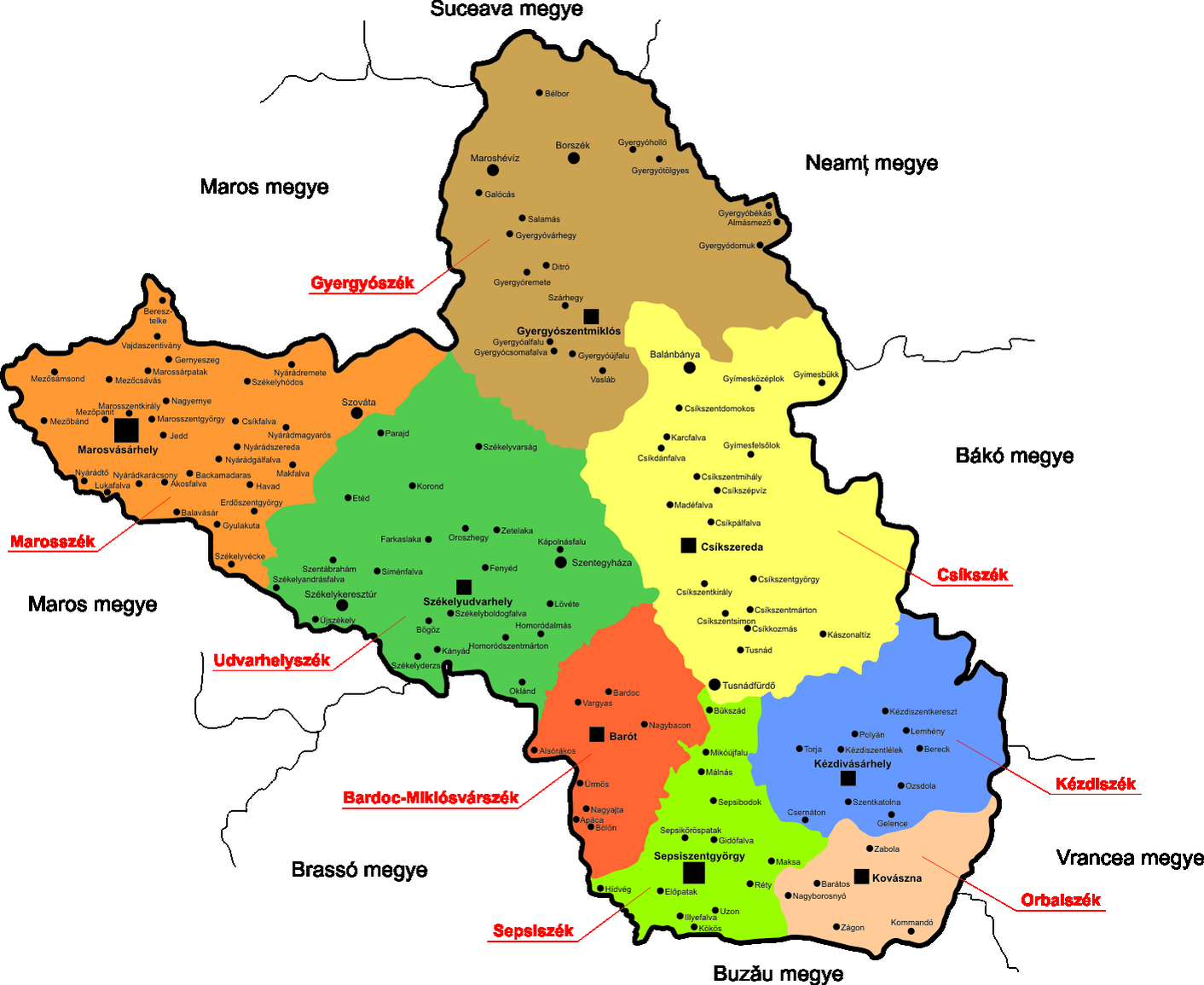
Sepsiszék (lichtgroen) in het Szeklerland

De Sepsiszék is een historische etnisch Hongaarse regio in het Szeklerland in Roemenië. De centrumstad van de streek is Sfântu Gheorghe (Hongaars: Sepsiszentgyörgy).
De streek was een autonoom gebied (een zogenaamde stoel) binnen Transsylvanië tot 1876. Daarna werd de autonomie opgeheven en maakte de streek deel uit van het comitaat Háromszék en vervolgens vanaf 1920 de Roemeense provincie Covasna.

## Bevolking
In totaal had de streek tijdens de volkstelling van 2011 88.990 inwoners. Hiervan waren er 69.108 (72,34%) Hongaars, 3 623 (11,15%) Roemeens, 4 629 (14,24%) Roma en 413 (1,27%) behoorden tot andere nationaliteiten.
- Stedelijke bevolking: 56.006 personen (62,94%)
- Plattelandsbevolking: 32 984 personen (37,06%)
- Mannelijk: 43.293 personen (48,65%)
- Vrouwelijk: 45.697 (51,35%)